# Аревабуйр
Аревабуйр (вірм. Արևաբույր) — село в марзі Арарат, у центрі Вірменії. Село розташоване поруч з трасою Єреван — Степанакерт та залізницею Єреван — Єрасх, за 5 км на південний схід від міста Масіс, за 1 км на південь від села Джраовіт та за 1 км на північний захід від села Мргавет.